# アルベルト・ゲーリング
アルベルト・ギュンター・ゲーリング（ドイツ語: Albert Günther Göring、1895年5月9日 - 1966年12月20日）は、ヘルマン・ゲーリングの弟にあたる人物。

## 経歴
1895年5月9日に外交官ハインリヒ・ゲーリングとその妻フランツィスカの間の末子として生まれる。彼が生まれる9か月～1年ほど前から母は医師・大地主ヘルマン・エーペンシュタインと愛人関係になっていたため、彼はエーペンシュタインの子ではないかと言われている。エーペンシュタイン自身の信仰はカトリックだが、その片親はユダヤ教徒だった。そのためニュルンベルク法の基準でいえばエーペンシュタインは「半ユダヤ人」に当たる。したがってもしアルベルトがエーペンシュタインの子供ならアルベルトは四分の一ユダヤ人ということになる。
こうした出自のためか、彼は兄ヘルマンが所属していた反ユダヤ主義政党国家社会主義ドイツ労働者党（ナチ党）を毛嫌いし、1938年まで反ナチ運動家だった。ナチ党が政権を掌握するとエーペンシュタインのいるオーストリアへ逃れ、その援助を受けてウィーンの映画スタジオで働いた。1938年3月のアンシュルス後はヒトラー批判の言動からたびたびゲシュタポに逮捕されるも、そのたびに兄ヘルマンが彼を救い出した。
その後は兄の推薦でプラハの自動車メーカーシュコダに勤め外国部長として働いた。
戦後、ヘルマン・ゲーリングの親族という理由だけでアメリカ軍によって逮捕された。彼は自分は一貫して反ナチ運動家だったことを訴えたが、米軍は聞き入れなかった。アメリカ側はニュルンベルク裁判で兄ヘルマンを追及できる情報を探しており、アルベルトも兄に批判的な証言をすれば自分の立場が有利になることは分かっていたが、そうはしなかった。政治上の見解は相違しつつも、何度も自分をゲシュタポから守ったり、職を世話してくれたりした兄に感謝していたという。
1966年12月20日に死去した。

## ヘルマン・ゲーリングの弟評
兄ヘルマンはニュルンベルクで弟アルベルトについて次のように語った。「アルベルトはいつも私より10歳年上に見えた。たぶん物事を深刻に考えすぎるからだろう。私たち兄弟は本当の意味でよい関係になったことはない。党に対するアルベルトの態度が原因で私たちは12年間まったく口を利かなかった。お互い腹を立てていたわけではないが、そういう状況のせいで疎遠になってしまったのだ」、「弟と私はいつも正反対だった。弟は政治にも軍事にも関心がなかったが、私はそれに関心が強かった。弟は物静かで孤独を好んだが、私は仲間付き合いや大勢の集まりが好きだ。弟は憂鬱そうで悲観的だが、私は楽観的だ。だがアルベルトは悪いやつではない。」